# WTA Knokke-Heist
Das WTA Knokke-Heist (offiziell: Sanex Trophy) war ein Frauen-Tennisturnier der WTA Tour, das in der Stadt Knokke-Heist, Belgien, ausgetragen wurde.

## Siegerliste

### Einzel
| Jahr                                                                  | Siegerin              | Finalgegnerin       | Ergebnis       |
| --------------------------------------------------------------------- | --------------------- | ------------------- | -------------- |
| 1987                                                                  | Kathleen Horvath      | Bettina Bunge       | 6:1, 7:6       |
| Von 1988 bis 1998 hat in Knokke-Heist kein WTA-Turnier stattgefunden! |                       |                     |                |
| ↓ Kategorie: Tier IVb ↓                                               |                       |                     |                |
| 1999                                                                  | María Sánchez Lorenzo | Denisa Chládková    | 6:72, 6:4, 6:2 |
| 2000                                                                  | Anna Smaschnowa       | Dominique Van Roost | 6:2, 7:5       |
| ↓ Kategorie: Tier IV ↓                                                |                       |                     |                |
| 2001                                                                  | Iroda Toʻlaganova     | Gala León García    | 6:2, 6:3       |

### Doppel
| Jahr                                                                  | Siegerinnen                        | Finalgegnerinnen                    | Ergebnis      |
| --------------------------------------------------------------------- | ---------------------------------- | ----------------------------------- | ------------- |
| 1987                                                                  | Bettina Bunge Manuela Maleewa      | Kathleen Horvath Marcella Mesker    | 3:6, 6:3, 6:3 |
| Von 1988 bis 1998 hat in Knokke-Heist kein WTA-Turnier stattgefunden! |                                    |                                     |               |
| ↓ Kategorie: Tier IVb ↓                                               |                                    |                                     |               |
| 1999                                                                  | Eva Martincová Elena Wagner        | Jewgenija Kulikowskaja Sandra Načuk | 3:6, 6:3, 6:3 |
| 2000                                                                  | Giulia Casoni Iroda Toʻlaganova    | Catherine Barclay Eva Dyrberg       | 2:6, 6:4, 6:4 |
| ↓ Kategorie: Tier IV ↓                                                |                                    |                                     |               |
| 2001                                                                  | Virginia Ruano Pascual Magüi Serna | Ruxandra Dragomir Ilie Andreea Vanc | 6:4, 6:3      |